# Костривниця
Костривниця (словен. Kostrivnica) — поселення в общині Шентюр, Савинський регіон, Словенія. 
Висота над рівнем моря: 335 м.